# François Kermoal
 (mai 2018).
François Kermoal est un journaliste français et réalisateur né à Caen (Calvados) le 3 mai 1957.

## Biographie
Titulaire d’un DEA en études anglophones de l'université de Bordeaux Michel Montaigne, François Kermoal débute dans le journalisme en 1984 à Bordeaux, comme rédacteur en chef du City Magazine Captain. Il devient ensuite correspondant pour diverses publications.
Entre 1988 et 1996, il est successivement salarié de Stratégies Rhône-Alpes (1988-89), Décision Medias (1989-1993) et le Nouvel Économiste (1993-1996). Il entre en 1996 à Stratégies, l’un des deux grands titres de référence de la communication, numéro 1 en diffusion, pour occuper les fonctions de rédacteur en chef adjoint, puis rédacteur en chef (1998) et accède à la direction de la rédaction en 2000.
Il est, en parallèle, éditeur délégué du mensuel en anglais Stratégies Europe (2000-2001).
De janvier 2006 à juin 2008, il anime une émission hebdomadaire consacrée à la publicité sur la chaîne Direct 8 (L'invité de marque puis La pub et le beau temps à partir de janvier 2007).
En janvier 2009, il est parallèlement nommé directeur des rédactions du pôle cosmétique France et international de Reed Business Information France.
En mars 2010, il annonce son départ de Stratégies et de toutes ses fonctions au sein de Reed Business Information.
En septembre 2010, il rejoint le groupe Express-Roularta comme directeur de la rédaction de L'Entreprise, qu'il quitte en octobre 2013.
En novembre 2014, il fonde l'agence de reportages vidéo Steve & Cie.

## Ouvrage publié
- Mieux connaître ses lecteurs (1994 aux Éditions du CFPJ, 2005 chez Victoires Éditions) (OCLC 58602886)